# Wila
Wila är en ort och kommun i distriktet Pfäffikon i kantonen Zürich, Schweiz. Kommunen har 2 077 invånare (2023).